# Imperializm jako najwyższe stadium kapitalizmu
Imperializm jako najwyższe stadium kapitalizmu. Szkic popularny (ros. Империали́зм, как вы́сшая ста́дия капитали́зма. Популярный очерк) – praca Włodzimierza Lenina z zakresu ekonomii marksistowskiej poświęcona zagadnieniu przechodzenia kapitalizmu od stadium akumulacji pierwotnej kapitału do epoki imperializmu. Praca została napisana w Zurychu wiosną 1916 roku i opublikowana w kwietniu 1917 roku w Piotrogrodzie.